# Niyama
Niyama (नियम) är sanskrit och beskriver olika metoder för att disciplinerat utveckla sig själv mot själslig upplysning.

## Yoga Sutrasfem niyama
1. śauca (शौच): renhet
2. saṃtoṣa (संतोष): nöjdhet
3. tapas (तपस्): elden som utplånar dåliga sidor och vanor
4. svādhyāya (स्वाध्याय): självreflektion
5. īśvarapraṇidhāna: hängiven tillbedjan av en högre makt